# Tusaş Engine Industries
Tusaş Engine Industries (TEI) est un motoriste aéronautique turc. L'entreprise a été établie en 1985 par Turkish Aerospace Industries, General Electric, la Fondation des forces armées turques et l'Association aéronautique turque.

## Débuts
Dès 1987, TEI a commencé la production et l'expédition de ses premiers moteurs et pièces de moteur, transférant au fil des années la technologie de production, d'assemblage et d'essai de pièces de moteurs d'avion et de modules vers la Turquie.
La société est basée à l'aéroport de Hasan Polatkan, profitant d'une piste en bitume d'une longueur de 3 000 mètres. Cette infrastructure permet de réaliser des essais approfondis. Par ailleurs, TEI détient des locaux dans les métropoles d'Istanbul et d'Ankara, en complément de sa présence à Eskişehir.

## Production de pièces et de modules
Depuis 1987, TEI a fabriqué plus de 2000 pièces diverses pour l'industrie aéronautique. Actuellement[Quand ?], l'entreprise offre ses services aux principaux motoristes, participant à 50 programmes distincts de moteurs militaires et commerciaux. TEI a entrepris la production de modules dans le but de devenir un acteur majeur dans le domaine de la motorisation. Dans cette perspective, TEI a réussi la réalisation et la mise en service de projets tels que le module FBS (Front Bearing Structure) pour le projet TP400, le module "Power Turbine" développé pour Rolls-Royce, et le module "Bearing Housing Assembly" utilisé dans les moteurs F110.
Sous la direction de CFM International, General Electric et Safran AE collaborent pour fabriquer les moteurs LEAP, successeurs des CFM56. TEI est le principal fournisseur mondial des moteurs , produisant plus de 40 composants.
TEI est le premier fournisseur mondial de moteur GEnx, produisant plus de 40 pièces distinctes.
TEI participe au développement des réacteurs CFM56 utilisés dans les avions tels que l'A318, A319, A320 et A321 et le B737. TEI accompli 91 nouveaux projets de développement et génère  un volume annuel de production de 30 millions de dollars.
Le moteur GE90 équipe les avions 777-200, 777-200LR, 777-300, 777-300ER et 777 Freighter. À ce jour, TEI a accompli 48 NPI (New Part Introduction), qui ont été mis en production. Vingt pièces distinctes sont fabriquées, avec un volume de ventes annuel atteignant 14 millions de dollars.
Le moteur GE9X sera intégré à l'avion 777X. TEI fabrique 8 pièces distinctes de ce moteur, avec un volume annuel de ventes de pièces avoisinant les 27,5 millions de dollars.

## Conception de moteurs
Les travaux de recherche et développement ont commencé en 1996 avec le projet de développement du système d'éjecteur J85 en collaboration avec General Electric. En 2003, un accord de coopération industrielle a été établi avec la société ITP pour concevoir, développer et produire le moteur TP400-D6 destiné à l'avion de transport militaire A400M,.
À partir de 2004, TEI s'est engagé dans la conception et le développement de turboréacteurs et turbines adaptés aux applications de drones et d'avions cibles sans pilote. Au fil des années, l'entreprise a élargi son champ d'activité pour inclure les moteurs à pistons. Le TEI-PD170, premier moteur d'aviation turbodiesel turc, conçu entièrement par des ingénieurs turcs et produit avec des ressources nationales. Il été livré à Turkish Aerospace Industries et est actuellement[Quand ?] en production en série,.

## Moteurs produits
| Modèle                  | TEI-PG50                       | TEI-PG50S                      | TEI-PD170                                  | TEI-PD180ST                                | TEI-PD222ST                                |
| ----------------------- | ------------------------------ | ------------------------------ | ------------------------------------------ | ------------------------------------------ | ------------------------------------------ |
| Type de moteur          | Moteur à pistons               | Moteur à pistons               | Moteur à pistons                           | Moteur à pistons                           | Moteur à pistons                           |
| Architecture            | 2 cylindres à plat             | 2 cylindres à plat             | 4 cylindres en ligne turbocompressés       | 4 cylindres en ligne turbocompressés       | 4 cylindres en ligne turbocompressés       |
| État                    | Certifié - Production en série | Certifié - Production en série | Certifié - Production en série             | Certifié - Production en série             | Certifié - Production en série             |
| Utilisation             | LENTATEK KARGI                 | LENTATEK KARGI                 | TAI Anka TAI Aksungur Baykar Bayraktar TB3 | TAI Anka TAI Aksungur Baykar Bayraktar TB3 | TAI Anka TAI Aksungur Baykar Bayraktar TB3 |
| Puissance (ch)          | 51                             | 51                             | 174                                        | 180                                        | 228                                        |
| Cylindrée (L)           | 0,5                            | 0,5                            | 2,1                                        | 2,1                                        | 2,1                                        |
| Type de refroidissement | Air                            | Air                            | Liquide de refroidissement                 | Liquide de refroidissement                 | Liquide de refroidissement                 |
| Carburant               | Avgas 100LL                    | Avgas 100LL / RON95            | JP-8 / JET-A1                              | JP-8 / JET-A1                              | JP-8 / JET-A1                              |
| Masse à sec (kg)        | 19                             | 20                             | 162                                        | 158                                        | 163                                        |
| Altitude maximale (m)   | 9144                           | 9144                           | 13 716                                     | 13 716                                     | 13 716                                     |

| Modèle                | TEI-TS1400                                      |
| --------------------- | ----------------------------------------------- |
| Type de moteur        | Turbine                                         |
| Architecture          | Compresseur à flux centrifuge radial            |
| État                  | Certifié - Production en série                  |
| Utilisation           | TAI T625 TAI Hürkuş (2025) TAI T129 ATAK (2025) |
| Puissance (ch)        | 1 419                                           |
| Masse à sec (kg)      | 195                                             |
| Altitude maximale (m) | 6 100                                           |

| Modèle              | TEI-TJ35                       | TEI-TJ90                       | TEI-TJ300                      | TEI-TF6000                | TEI-TF10000               |
| ------------------- | ------------------------------ | ------------------------------ | ------------------------------ | ------------------------- | ------------------------- |
| Type de moteur      | Turboréacteur                  | Turboréacteur                  | Turboréacteur                  | Turboréacteur             | Turboréacteur             |
| État                | Certifié - Production en série | Certifié - Production en série | Certifié - Production en série | En cours de développement | En cours de développement |
| Utilisation         |                                | TAI Şimşek                     |                                |                           |                           |
| Poussée à sec (kN)  | 0,18                           | 0,4                            | 1,4                            | 26,7                      | 26,7                      |
| Pousée avec PC (kN) |                                |                                |                                |                           | 44,5                      |
| Masse (kg)          | 3,1                            | 6,95                           | 34                             |                           |                           |
| Longueur (m)        | 0,25                           | 0,38                           | 0,45                           | 2,25                      | 3,15                      |
| Diamètre (m)        | 0,13                           | 0,15                           | 0,22                           | 0,86                      | 0,87                      |

## Atelier de maintenance PART145

### Assemblage et essais moteurs
Les tests des turboréacteurs F110, qui propulsent les avions de chasse F16 des forces aériennes turques et d'Oman, sont réalisés au sein des locaux de TEI. De même pour les essais des moteurs TF33 des AWACS de l'OTAN.
La chambre d'essai des turbines d'une capacité de 3 450 ch est utilisée pour les essais des moteurs Makila 1A1, propulsant les hélicoptères AS532 Cougar d'Airbus Helicopters en service dans les forces armées turques.

### Maintenance, réparation et révision (MRO)
Depuis 1999, TEI assure la maintenance des moteurs TF33 des AWACS de l'OTAN. À ce jour[Quand ?], TEI a effectué la maintenance de plus de 100 moteurs TF33.
Le 21 juin 2023, TEI et GE Aerospace ont prolongé la licence pour la maintenance des moteurs F110. Depuis 2011, elle assure la maintenance des 25 turboréacteurs F110-100 de l'armée de l'air bahreïnienne. Elle assure également la maintenance des moteurs F110-GE-129C de la Royal Saudi Arabian Air Force.
TEI est certifiée conformément aux normes internationales, lui permettant de rivaliser sur le marché des activités MRO. Elle détient la certification EN/AS 9110, qui énonce les exigences pour le système de gestion de la qualité des organismes de maintenance aéronautique. Elle est également agréée en tant qu'organisme de maintenance PART 145 par l'Agence européenne de la sécurité aérienne (EASA).